# Son Mi-na
Son Mi-na (Cheongwon, 8 de octubre de 1964) es una exbalonmanista surcoreana, campeona olímpica en Seúl 1988 y subcampeona en Los Ángeles 1984, donde actuó como guardameta de la selección femenina de su país.

## Trayectoria

### Clubes
Formada en el instituto Ilshin Girls, Son Mi-na dio el salto a la competición sénior con el equipo universitario de Wonkwang University, con el que disputó el campeonato nacional entre 1986 y 1989.

### Trayectoria de clubes
- 1986 – 1989:  Wonkwang University[2]

### Selección
Debutó con la absoluta surcoreana en 1982. Logró la medalla de plata en los Juegos Olímpicos de Los Ángeles 1984 y la medalla de oro cuatro años más tarde en los Juegos Olímpicos de Seúl 1988, torneo donde además fue la encargada de pronunciar el juramento de los atletas junto al baloncestista Hur Jae.  Con la selección también se proclamó campeona asiática en Amán 1987.

## Premios y títulos

### Con la selección
- 1 x Medalla de oro en los Juegos Olímpicos de Seúl 1988[5]
- 1 x Medalla de plata en los Juegos Olímpicos de Los Ángeles 1984 [3]
- 1 x Medalla de oro en el Campeonato Asiático (1987)[7]

## Vida personal
En la ceremonia de apertura de Seúl 1988 fue, junto a Hur Jae, la primera deportista en compartir el juramento olímpico, hito que reforzó su condición de figura icónica del deporte coreano. Tras su retirada trabajó como entrenadora física del equipo femenino de Wonkwang University, contribuyendo a la formación de nuevas generaciones de jugadoras.

## 6. Referencias
1. ↑  «Son Mi-Na – Olympedia» (en inglés). 6 de agosto de 2025.
2. 1 2 3  «원광대학교 핸드볼부 – Historia del balonmano en Wonkwang University» (en coreano). 6 de agosto de 2025.
3. 1 2  «Handball femenino – Los Ángeles 1984» (en inglés). 6 de agosto de 2025.
4. ↑  «한국 올림픽 출전사 여자 핸드볼, 1988년 서울에서 ‘우생순’의 시작을 알리다» [Historia olímpica de Corea: El balonmano femenino anuncia el inicio del "Woo Saeng-soon" en Seúl 1988]. 27 de julio de 2016. Consultado el 6 de agosto de 2025.
5. 1 2  «Handball femenino – Seúl 1988» (en inglés). 6 de agosto de 2025.
6. 1 2  «Athletes' Oath – Olympedia» (en inglés). 6 de agosto de 2025.
7. 1 2  «Asian Women’s Championship 1987 – Resultados» (en inglés). 6 de agosto de 2025.

- Datos: Q465508